# Martin Hunal
Martin Hunal (*8. září 1989, Pelhřimov, Československo) je český profesionální cyklista, který závodí za týmy AC Sparta Praha cycling a Vysočina Cycling. Zakladatel Vysočina Cycling je sparťanský týmový kolega Rostislav Krotký.

## Největší úspěchy
- 3. místo celkově Post Ras Okolo Irska 2.2 UCI 2012
- 1. místo vrchařská soutěž okolo Jižních Čech 2012
- 2. místo 5. etapy mezinárodního cykl. etapového závodu mužů Vysočina 2012
- 1. místo Rund um Karbach (Německo) 2012
- 1. místo Rund um Buckow, vítěz sprinterské soutěže (Německo) 2012
- 2. místo v nejtěžší etapě Okolo Irska UCI 2.2 2012
- celkově 2. místo mezi vrchaři na etapovém závodě okolo Irska 2012
- celkově 3. místo v celkové klasifikaci okolo Irska UCI 2.2 2012
- 3. místo Český pohár Pičín 2012
- 1. místo mezi vrchaři na etapovém závodě Okolo Jižních Čech UCI 2.2 2012
- 5. místo Karlovy Vary - Praha UCI 1.2 2012
- akademický mistr České republiky s hromadným startem v Třebušíně 2011
- 3. místo na Nizozemské klasice Overijsen UCI 1.2 (vítěz sprinterské soutěže) 2011
- 8. místo na etapovém Závode v Solidarnosc UCI 1.1 nejlepší v kategorii U23, druhé místo v bodovací soutěži 2011

## Fotogalerie

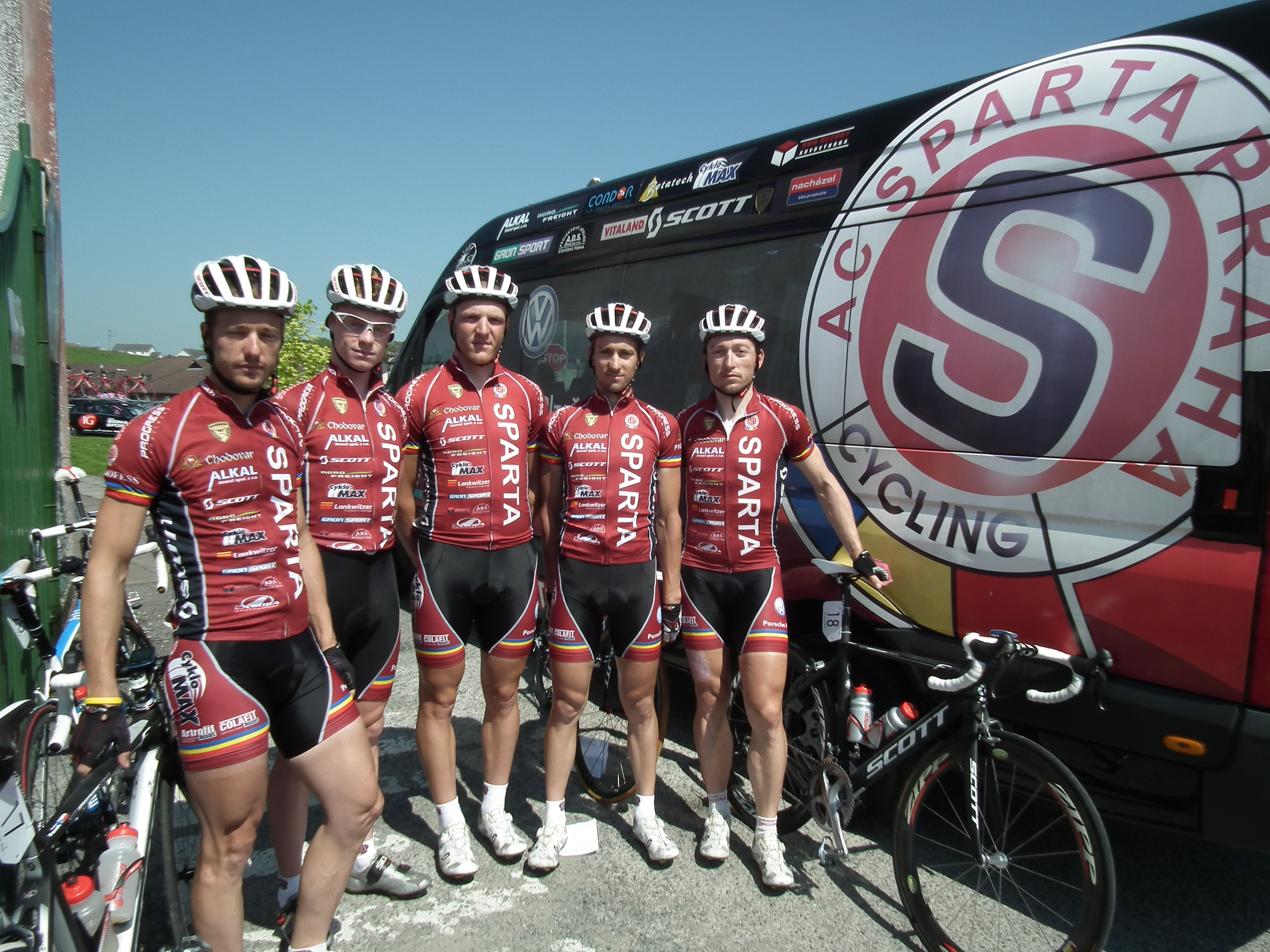
Hunal (druhý zprava)
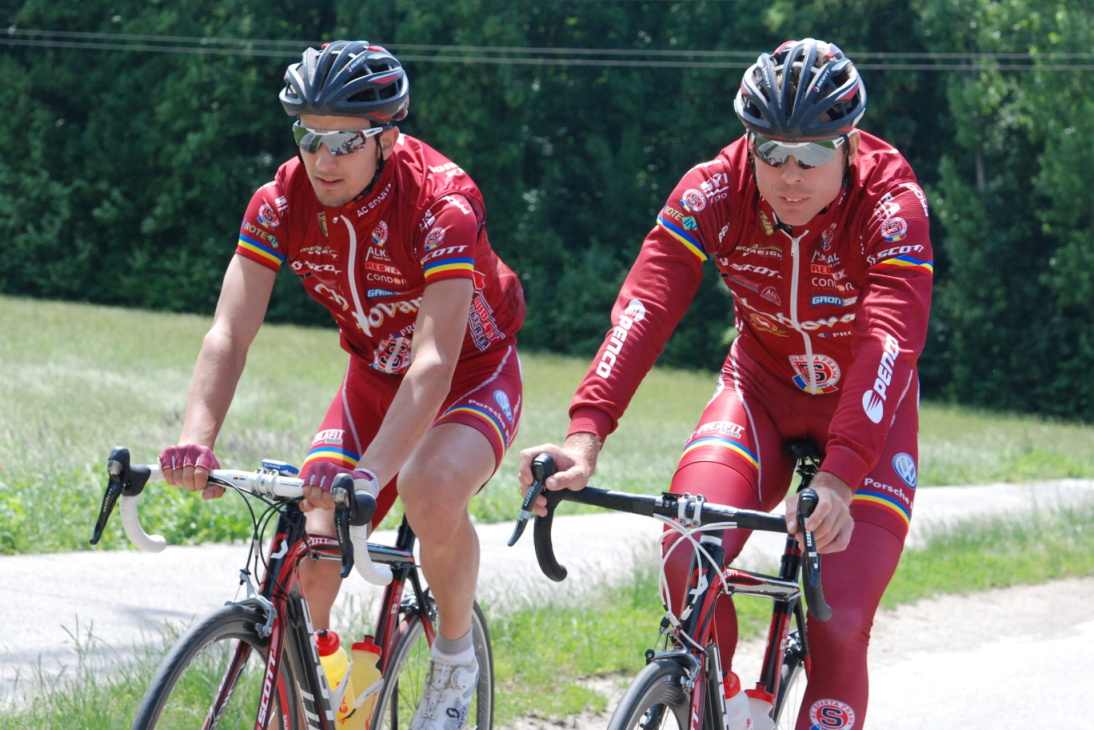
S Romanem Bronišem